# Rittberger
Il Rittberger è un particolare tipo di salto del pattinaggio artistico.
Esiste una variante di questo salto, chiamata Loop (da non confondere con il Toe-loop), che consiste nello staccare il salto dal freno.
Assomiglia molto al Flip, perché in fase di salto la gamba destra dà lo slancio al salto e la sinistra si incrocia come nel Flip appunto.
Si esegue partendo da un filo destro esterno indietro, mentre il piede sinistro rimane davanti al destro appoggiato sul filo esterno.
La gamba destra dà poi la spinta e la sinistra si stacca dal ghiaccio di conseguenza. Si atterra dopo una rotazione, sul filo esterno destro indietro.
Questo salto prende il nome dal suo creatore Werner Rittberger.
Nel pattinaggio artistico a rotelle con il pattino quad la gamba sinistra all'inizio del salto è già sollevata da terra. Il salto si esegue mediante la sola spinta della gamba destra che sta a terra. Nel pattinaggio artistico inline può essere eseguito come nel pattinaggio sul ghiaccio.
Successivamente è stato anche trasformato in un salto doppio, triplo e quadruplo. Il doppio è molto comune già a partire dalla categoria degli allievi ed è il salto dal punteggio più elevato dopo l'Axel. Lo si può eseguire anche in catena fino ad un massimo di 5. Nel 1952, il pattinatore statunitense Dick Button è stato il primo ad atterrare questo salto come triplo, mentre è stato atterrato per la prima volta come quadruplo nel 2016 dal giapponese Yuzuru Hanyu